# شرط‌بندی (فیلم ۱۹۸۷)
زیر نظر گرفتن(انگلیسی: Stakeout) یک فیلم سینمایی آمریکایی در ژانر کمدی و اکشن محصول سال ۱۹۸۷ میلادی به کارگردانی جان بدهام و با بازیگری ریچارد درایفوس، امیلیو استیوس، مادلین استو و آیدان کوئین همراه می‌باشد. فیلمنامه توسط جیم کوف نوشته شده‌است که برنده جایزه ادگار ۱۹۸۸ شد.
اگرچه داستان در سیاتل تنظیم شده‌است ولی فیلم در ونکوور فیلمبرداری شده‌است.

## باکس آفیس
این فیلم در شماره یک در گیشه آغاز به کار کرد. این رقم به ۶۵ میلیون دلار فروش داخلی رسید و به عنوان هشتمین فیلم پرفروش آن سال شناخته شد.